# Olgierd Narkiewicz

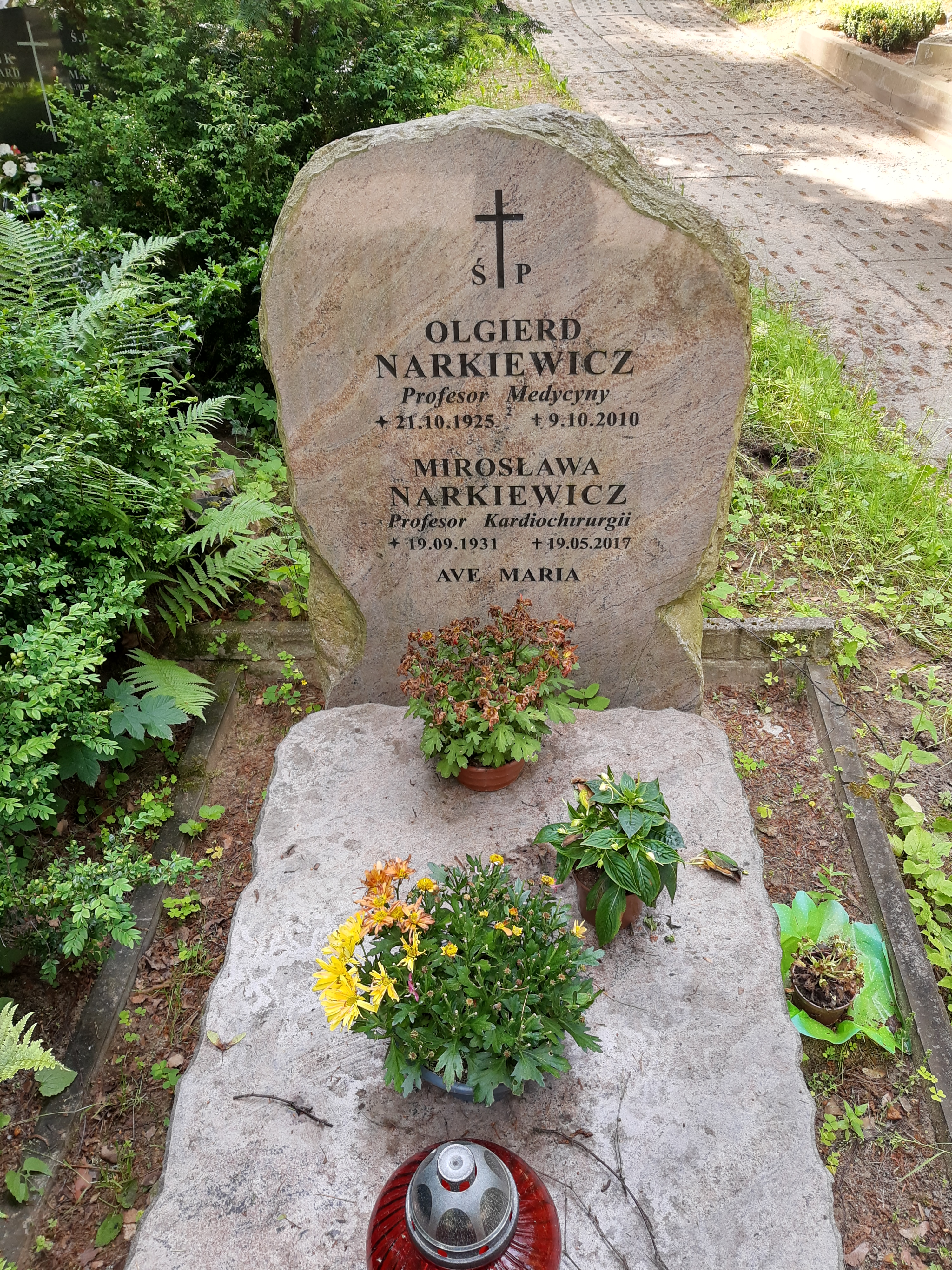
grób prof. Olgierda Narkiewicza i jego żony na cmentarzu Srebrzysko w Gdańsku

Olgierd Stanisław Narkiewicz (ur. 21 października 1925 w Wilnie, zm. 9 października 2010 w Gdańsku) – polski lekarz, anatom i neuroanatom, profesor doktor habilitowany nauk medycznych. 

## Życiorys
Pochodził ze żmudzkiej szlachty, urodził się w rodzinie Adolfa (1882–1941), lekarza rejonowego, i Anny z Umiastowskich. Edukację rozpoczął w Wilnie, gdzie do roku 1939 uczęszczał do Państwowego Gimnazjum im. Króla Zygmunta Augusta.
W czasie litewsko-radzieckiej okupacji Wileńszczyzny zrobił tzw. małą maturę. Świadectwo dojrzałości uzyskał w ramach tajnego nauczania. W ramach repatriacji wyjechał najpierw do Łodzi, a potem do Lublina.
Po zakończeniu działań wojennych przez rok studiował na Wydziale Lekarskim Uniwersytetu Marii Curie-Skłodowskiej w Lublinie. Od 1946 studia lekarskie kontynuował na Wydziale Lekarskim Akademii Medycznej w Gdańsku, którą ukończył w 1950. W trakcie studiów podjął pracę w Zakładzie Anatomii Prawidłowej u prof. Michała Reichera. Od 1952 był mężem Mirosławy z domu Broda, lekarza kardiochirurga. Ojciec Krzysztofa, lekarza internisty.
Zmarł 9 października 2010, pochowany 15 października 2010 na gdańskim cmentarzu Srebrzysko (rejon IX, kwatera profesorów, rząd 1).

### Kariera naukowa
- 1952–1954 – asystent
- 1954 – doktor na Wydziale Lekarskim Akademii Medycznej w Gdańsku – praca doktorska pt. „Budowa i zmienność mięśni płatowych u człowieka”
- 1954–1962 – adiunkt
- 1959 – specjalizacja z neurologii
- 1960 – habilitacja – praca habilitacyjna pt. „Segmenty tętnicze nerki”
- 1962–1963 – stypendysta Fundacji Rockefellera na University of Wisconsin-Madison
- 1963–1971 – docent
- 1964–1996 – kierownik Katedry Anatomii Prawidłowej, przekształconej następnie w Katedrę Anatomii i Neurobiologii
- 1967–1970 – prodziekan Wydziału Lekarskiego
- 1970–1972 – dziekan Wydziału Lekarskiego
- 1971 – profesor nadzwyczajny
- 1974 – Członek Komisji Neurofizjologii Komitetu Fizjologii Polskiej Akademii Nauk
- 1974 – Członek Komitetu Cytobiologii Polskiej Akademii Nauk
- 1979 – profesor zwyczajny
- 1991 – członek korespondent PAN[6]
- 1994–1996 – członek Centralnej Komisji ds. Tytułów i Stopni Naukowych
- 1997 – członek Komitetu Nauk Neurologicznych Polskiej Akademii Nauk
- 1999 – członek Komitetu Neurobiologii Polskiej Akademii Nauk
- 2007 – członek rzeczywisty PAN[6]

Autor lub współautor ponad 200 prac naukowych (w tym około 100 oryginalnych), głównie z zakresu neuroanatomii i anatomii makroskopowej, szczególnie na temat organizacji strukturalnej i połączeń ośrodków podkorowych mózgu. Do jego głównych osiągnięć należy odkrycie połączeń przedmurza, jednego z głównych ośrodków podkorowych, z korą mózgową, tworzących neuronalne pętle przedmurzowo-korowe, oraz zbadanie niektórych połączeń cholinergicznych mózgu. Zasadniczymi kierunkami jego badań były:
- organizacja strukturalno-czynnościowa połączeń kory mózgu z ośrodkami podkorowymi,
- połączenia przedmurza – przedmurzowo-korowa pętla neuronalna,
- ultrastruktura synaptyczna ośrodków podkorowych (przedmurza i ciała migdałowatego),
- ośrodki i połączenia cholinergiczne w układzie limbicznym,
- połączenia aferentne kory czołowej i ciała migdałowatego,
- lokalizacja i dynamika zmian patologicznych w układzie limbicznym w przebiegu fizjologicznego procesu starzenia się i choroby Alzheimera.

## Ordery i odznaczenia
- Krzyż Komandorski Orderu Odrodzenia Polski (6 kwietnia 2005)[7]
- Krzyż Oficerski Orderu Odrodzenia Polski (12 lipca 1995)[8]
- Krzyż Kawalerski Orderu Odrodzenia Polski (1973)
- Srebrny Krzyż Zasługi[1]
- Medal 40-lecia Polski Ludowej (1985)
- Medal Komisji Edukacji Narodowej (1978)
- Medal 1000-lecia Gdańska (1997)
- Medal „Zasłużonemu Akademii Medycznej w Gdańsku” (1975)
- Medal 50-lecia Akademii Medycznej w Gdańsku (1995)
- Medal 40-lecia Akademii Medycznej w Gdańsku (1985)
- Medal 30-lecia Akademii Medycznej w Gdańsku (1975)
- Odznaka tytułu honorowego „Zasłużony Nauczyciel PRL” (1981)
- Odznaka „Za Zasługi dla Gdańska” (1973)

Źródło:.

## Nagrody i wyróżnienia
- Nagroda Ministra Zdrowia I stopnia (1973)
- Nagrody Sekretarza Naukowego PAN (1971, 1977, 1981, 1987)
- Nagroda Naukowa Miasta Gdańska im. Jana Heweliusza (1994)[9]
- tytuł doktora honoris causa Akademii Medycznej w Gdańsku (2001)[2]

## Upamiętnienie
- 25 października 2010 aula Auditorium Primum w Atheneum Gedanense Novum (GUMed) otrzymała imię prof. Olgierda Narkiewicza.
- W 2010 Polskie Towarzystwo Lekarskie przyznało mu pośmiertnie tytuł „Medicus Nobilis”[2].